# Callitris intratropica
Callitris intratropica ist eine Pflanzenart aus der Familie der Zypressengewächse (Cupressaceae). Sie ist im nördlichen Australien heimisch.

## Beschreibung
Callitris intratropica wächst als immergrüner Baum, der Wuchshöhen von bis zu 30 Metern erreichen kann. Die Äste gehen gerade oder aufrecht vom Stamm ab.
Die dunkelgrünen bis graugrünen Blätter sind etwa 2 Millimeter lang. Die Blattrückseite ist abgerundet.
Die einzeln oder in kleinen Gruppen stehenden männlichen Blütenzapfen sind bei einer Dicke von etwa 3 Millimetern länglich-eiförmig geformt. Die einzeln an den Zweigen stehenden weiblichen Zapfen sind bei einem Durchmesser von 1,2 bis 1,8 Zentimetern abgeflacht kugelig geformt. Jeder Zapfen besteht aus sechs dünnen Zapfenschuppen und trägt mehrere Samenkörner. Die Samen werden bereits kurz nach der Reife entlassen und die Zapfen fallen dann von den Zweigen. Die kastanienbraunen Samen werden etwa 4 Millimeter groß und besitzen zwei oder drei Flügel.

## Vorkommen
Das natürliche Verbreitungsgebiet von Callitris intratropica liegt im nördlichen Australien. Es umfasst dort das nordöstliche Western Australia, das nördliche Northern Territory sowie das nördliche Queensland.
Callitris intratropica wächst vor allem auf sandigen Böden.

## Systematik

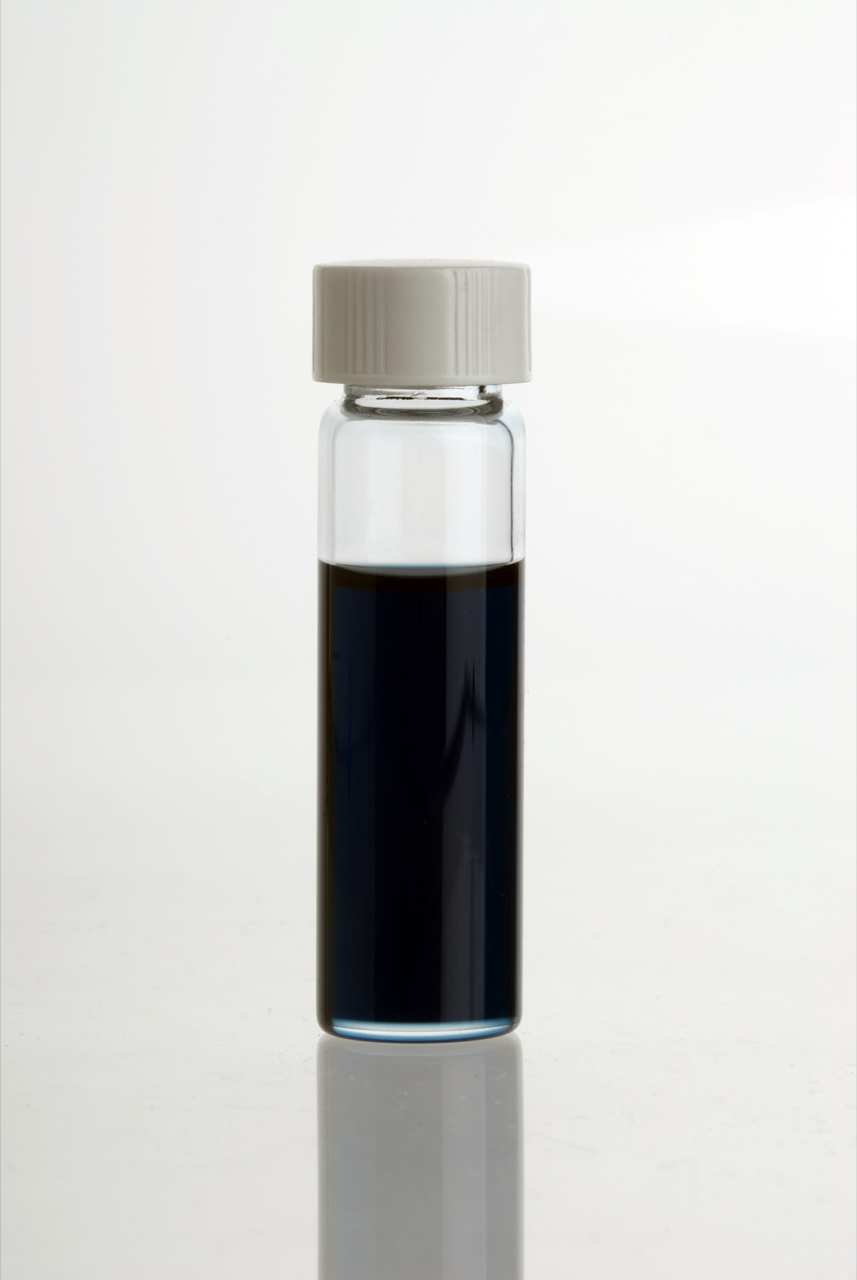
Ein Fläschchen mit dem aus den Pflanzenteilen gewonnenen, ätherischen Öl

Die Erstbeschreibung als Callitris intratropica erfolgte 1910 durch Richard Thomas Baker und Henry George Smith in Pines of Australia, Seite 172. Synonyme für Callitris intratropica R.T.Baker & H.C.Sm. sind Callitris columellaris var. intratropica (R.T.Baker & H.C.Smith) J. Silba und Callitris robusta var. intratropica (R.T.Baker & H.C.Smith) Ewart & O.B.Davies.
Von manchen Autoren wird sie Callitris columellaris zugeordnet.

## Nutzung
Das harte Holz von Callitris intratropica wird wirtschaftlich genutzt und hat eine natürliche Resistenz gegenüber Termitenbefall. Es eignet sich sehr gut als Feuerholz dessen wohlriechender Rauch Insekten fernhält. Der Stamm der Wagiman fertigt aus dem Holz Speere an.
Aus den Pflanzenteilen kann ein ätherisches Öl, das so genannte „Australian blue cypress oil“, gewonnen werden. Es findet unter anderem in der Aromatherapie sowie zur Herstellung von Kosmetikartikeln und Parfüms Verwendung. Früher wurde das Öl von den Tiwi für die Behandlung von Bauchkrämpfen sowie als Insektenschutz- und Schmerzmittel genutzt. Es gibt einige Anpflanzungen zur wirtschaftlichen Holznutzung in Australien, welche aber aufgrund der geringen Wuchsleistung der Art nur eine geringe Bedeutung haben und heute der Gewinnung des ätherischen Öles dienen.